# 19. ožujka
19. ožujka (19. 3.) 78. je dan godine po gregorijanskom kalendaru (79. u prijestupnoj godini).
Do kraja godine ima još 287 dana.

## Događaji
- 1279. – Mongolskom pobjedom u bitki kod Jamena završena je Song dinastija u carskoj Kini.
- 1687. – Potraga za ušćem rijeke Mississippi pod vodstvom francuskog istraživača Roberta Caveliera de La Sallea završila je pobunom i njegovim ubojstvom u Teksasu.
- 1944. – Drugi svjetski rat: Snage Trećeg Reicha okupiraju Mađarsku.
- 1982. – Argentinskom okupacijom Južne Georgije započeo je Falklandski rat.
- 2008. – Hrvatska priznala neovisnost Kosova.

| - 1813. – David Livingstone, škotski misionar i istraživač († 1873.) - 1818. – Petar Preradović, hrvatski književnik († 1872.) - 1889. – Manuel II., portugalski kralj († 1932.) - 1909. – Josip Andreis, hrvatski muzikološki stručnjak, autor prve opsežne povijesti glazbe na hrvatskom jeziku († 1982.) - 1927. – Allen Newell, američki znanstvenik, jedan od osnivača područja umjetne inteligencije († 1992.) - 1928. – Hans Küng, švicarski katolički svećenik i teolog († 2021.) - 1941. – Jozo Zovko, katolički svećenik iz Hercegovine - 1949. – Blase Joseph Cupich, američki kardinal hrvatskih korijena - 1955. – Bruce Willis, američki glumac - 1976. – Petar Grašo, hrvatski pjevač i skladatelj - 1977. – Goran Koši, hrvatski glumac - 1978. – Cydonie Mothersill, kajmanska atletičarka - 1979. – Ivan Ljubičić, hrvatski tenisač - 1983. – Nikica Pušić-Koroljević, hrvatska rukometašica - 1995. – Thomas Strakosha, albanski nogometaš - 1997. – Rūta Meilutytė, litvanska plivačica - 2003. – Ivano Pavlović, hrvatski rukometaš | - 1778. – Bogomir Palković, hrvatski pisac iz Gradišća (* 1714./15.) - 1976. – Ivo Tijardović, hrvatski skladatelj, literat i slikar (* 1895.) - 2007. – Krešimir Blažević, hrvatski skladatelj, tekstopisac, pjevač, gitarist i književnik (* 1958.) - 2008. – Sir Arthur Charles Clarke, britanski književnik (* 1917.) - 2008. – Anthony Minghella, britanski filmski redatelj, dramatičar i scenarist (* 1954.) - 2023. – Petar Nadoveza, hrvatski nogometaš (* 1942.) |

## Blagdani i spomendani
- Dan grada Ludbrega
- Dan grada Obrovca
- Dan grada Pakraca
- Dan očeva
- Josipovo - Dan sv. Josipa, zaručnika Blažene Djevice Marije, zaštitnika hrvatskog naroda, jedan od četiriju praznika hrvatske zajednice u Republici Srbiji[1]

## Imendani
- Josip
- Josipa
- Joso